# Pekao Open 2018
Il Pekao Szczecin Open 2018 è stato un torneo di tennis facente parte della categoria ATP Challenger Tour nell'ambito dell'ATP Challenger Tour 2018. È stata la 26ª edizione del torneo e si è giocato a Stettino in Polonia dal 10 al 16 settembre 2018 su campi in terra rossa, con un montepremi di €127.000+H.

## Partecipanti singolare

### Teste di serie
| Nazionalità | Giocatore               | Testa di serie |
| ----------- | ----------------------- | -------------- |
| Italia      | Paolo Lorenzi           | 1              |
| Spagna      | Roberto Carballés Baena | 2              |
| Argentina   | Guido Andreozzi         | 4              |
| Brasile     | Thaigo Monteiro         | 5              |
| Italia      | Lorenzo Sonego          | 6              |
| Norvegia    | Casper Ruud             | 7              |
| Italia      | Simone Bolelli          | 8              |

### Altri partecipanti
Giocatori che hanno ricevuto una wild card:
- Karol Drzewiecki
- Maciej Rajski
- Paweł Ciaś
- Nicolas Almago

Giocatori che sono passati dalle qualificazioni:
- Alejandro Davidovich Fokina
- Tomas Barrios Vera
- Jan Satral
- Facundo Arguello

## Vincitori

### Singolare
Guido Andreozzi ha battuto in finale  Alejandro Davidovich Fokina con il punteggio di 6–4, 4–6, 6–3.

### Doppio
Karol Drzewiecki /  Filip Polášek hanno battuto in finale  Guido Andreozzi /  Guillermo Durán con il punteggio di 6–3, 6–4